# Faramans (Isère)
Faramans település Franciaországban, Isère megyében. Lakosainak száma 1148 fő (2022. január 1.). Faramans Bossieu, Pajay, Penol és Pommier-de-Beaurepaire községekkel határos.

## Népesség
A település népességének változása:
| Lakosok száma | 528  | 614  | 679  | 836  | 980  | 1017 | 1038 | 1062 | 1096 | 1148 |
|               | 1968 | 1982 | 1990 | 2006 | 2013 | 2015 | 2017 | 2019 | 2020 | 2022 |